# Łukasz Bagiński
Łukasz Bagiński (ur. 24 maja 1981 w Ełku) – polski zawodnik BJJ, SF, członek kadry Polski w Grapplingu, dwukrotny złoty medalista VII oraz VIII Mistrzostw Polski w BJJ (kategoria Elita i Open).

## Historia
Swoją karierę w BJJ rozpoczął w okresie studiów na Wydziale Mechanicznym Politechniki Gdańskiej.
Wszechstronny rozwój i doświadczenie z różnych dyscyplin umożliwiły mu szybką adaptację do warunków, jakie stawia Brazylijskie Jiu Jitsu, a tym samym pierwsze sukcesy w niedługim czasie od rozpoczęcia treningów. Posiadał umiejętność narzucania tzw. gry oraz solidnej jiu-jitsu, na co wskazują jego zwycięstwa w kategoriach bez limitu wagi. Wykorzystuje także w swoich walkach elementów judo, które doskonali pod okiem trenera Marka Adama.
W roku 2010, wraz ze swoimi klubowymi kolegami Danielem Wrześniewskim oraz Adamem Górnym, oficjalnie otworzył akademię BJJ Złomiarz Team Gdańsk na Akademii Wychowania Fizycznego i Sportu im. Jędrzeja Śniadeckiego w Gdańsku.

### Złomiarz Team Gdańsk

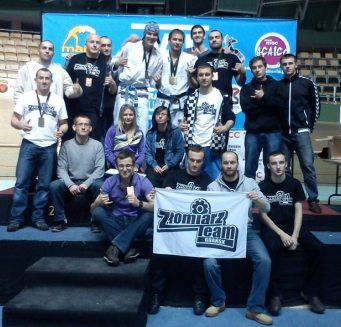
Złomiarz Team na VII MP w BJJ

Dzięki uprzejmości trenera Marka Adama, Łukasz oraz kilku jego kolegów otrzymało możliwość treningu na jednej z sal sekcji judo Akademii Wychowania Fizycznego i Sportu w Gdańsku.
Założony przez niego klub Złomiarz Team początkowo tworzyło kilku pasjonatów. Pod koniec 2010 roku Złomiarz Team oficjalnie rozpoczął nabór do sekcji dla wszystkich chętnych. Dziś Złomiarz Team Gdańsk to prężnie rozwijający się klub, w szeregach którego trenują aktywnie zawodnicy, odnoszący sukcesy na matach lokalnych, krajowych oraz międzynarodowych.

## Osiągnięcia[1]
Bagiński odnosił zwycięstwa na arenach krajowych i międzynarodowych. W 2011 otrzymał czarny pas z rąk pioniera polskiego BJJ, Piotra Bagińskiego.
Złote medale:
- IV Mistrzostwa Polski w Brazylijskim Jiu Jitsu (open)
- V Mistrzostwa Polski w Brazylijskim Jiu Jitsu
- Puchar Polski w Grapplingu (no gi)
- Puchar Polski w Grapplingu (gi)
- Mistrzostwa Polski w Grapplingu (gi)
- Mistrzostwa Polski w Grapplingu (gi - open)
- IX Puchar Polski w Brazylijskim Jiu Jitsu
- Mistrzostwa Polski w Grapplingu (gi)

Srebrne medale:
- Rio International Open Championships (Rio de Janeiro, Brazylia)
- National Team European Championships (Mistrzostwa Europy)
- Mistrzostwa Świata w Grapplingu (gi) (Belgrad, Serbia)
- Mistrzostwa Świata w Grapplingu (gi-open) (Belgrad, Serbia)
- Abu Dhabi World Pro Jiu Jitsu Championship Trials

## Życie prywatne
Ukończył studia na Wydziale Mechanicznym Politechniki Gdańskiej. Z zawodu jest inżynierem spawalnictwa (IWE). Na co dzień mieszka i pracuje w Gdańsku, gdzie m.in. prowadzi klub Złomiarz Team Gdańsk.